# Pons de Salignac
Pour les articles homonymes, voir Salignac.
Pons de Salignac  (mort le 14 octobre 1492) est un ecclésiastique qui fut évêque de Sarlat de 1486 à 1492.

## Biographie
Pons est le deuxième fils de Raymond († 1432) baron de Salignac et de La Mothe-Fénelon, sénéchal du Quercy et du Périgord et lieutenant-général en Guyenne et de son épouse Alix Pérusse d'Escars. Il est conseiller au Parlement de Bordeaux, abbé de Clairac, doyen de la collégiale Saint-Yrieix de Saint-Yrieix-la-Perche lorsqu'il est nommé évêque de Sarlat le 21 février 1486 et consacré le 25 mai suivant.
En 1488 il obtient du pape Innocent VIII la sécularisation des religieux du monastère d'Issigeac qu'il remplace par des chanoines. Il meurt le 14 octobre 1492.